# Tencozy
Palmarès
6 fois IWGP Tag Team Champions
 1 fois NWA World Tag Team Champions
Tencozy est une équipe japonaise de catch composée de Hiroyoshi Tenzan et Satoshi Kojima. Le duo travaille pour la New Japan Pro Wrestling (NJPW).

## Carrière

### Premier Run (1998-2002)
En octobre 1998, Satoshi Kojima rejoint le clan nWo Japan auquel appartient Hiroyoshi Tenzan.

### Reunions (2006-2009, 2011-...)
Tencozy fait son retour le 4 décembre 2011 en battant Chaos (Hideo Saito et Takashi Iizuka). Lors de Wrestle Kingdom VI, ils battent Bad Intentions (Giant Bernard et Karl Anderson) et remportent les IWGP Tag Team Championship pour la troisième fois. Lors de The New Beginning 2012, ils conservent leur titres contre Bad Intentions. Le 18 mars, ils conservent leur titres contre Suzuki-gun (Lance Archer et Yoshihiro Takayama). Lors de Wrestling Dontaku 2012, ils perdent les titres contre Chaos (Takashi Iizuka et Toru Yano). Le 22 juillet, ils battent Chaos (Takashi Iizuka et Toru Yano) et remportent les vacants IWGP Tag Team Championship pour la quatrième fois. Lors de King Of Pro-Wrestling 2012, ils perdent les titres contre Killer Elite Squad (Davey Boy Smith, Jr. et Lance Archer).
Lors de The New Beginning In Osaka, ils battent Big Daddy Yum Yum et Michael Tarver et deviennent challenger n°1 pour les NWA World Tag Team Championship. Lors d'Invasion Attack 2014, ils battent Jax Dane et Rob Conway et remportent les NWA World Tag Team Championship. Lors de Back to the Yokohama Arena, ils conservent leur titres contre Wes Brisco et Rob Conway et Killer Elite Squad.
Lors de Destruction in Okayama, ils conservent leur titres contre Manabu Nakanishi et Yūji Nagata.
Le 6 mars 2017, ils battent Chaos (Tomohiro Ishii et Toru Yano) et remportent les IWGP Tag Team Championship pour la sixième fois. Lors de Sakura Genesis 2017, ils perdent les titres contre War Machine (Hanson et Raymond Rowe).

## Palmarès
- All Japan Pro Wrestling

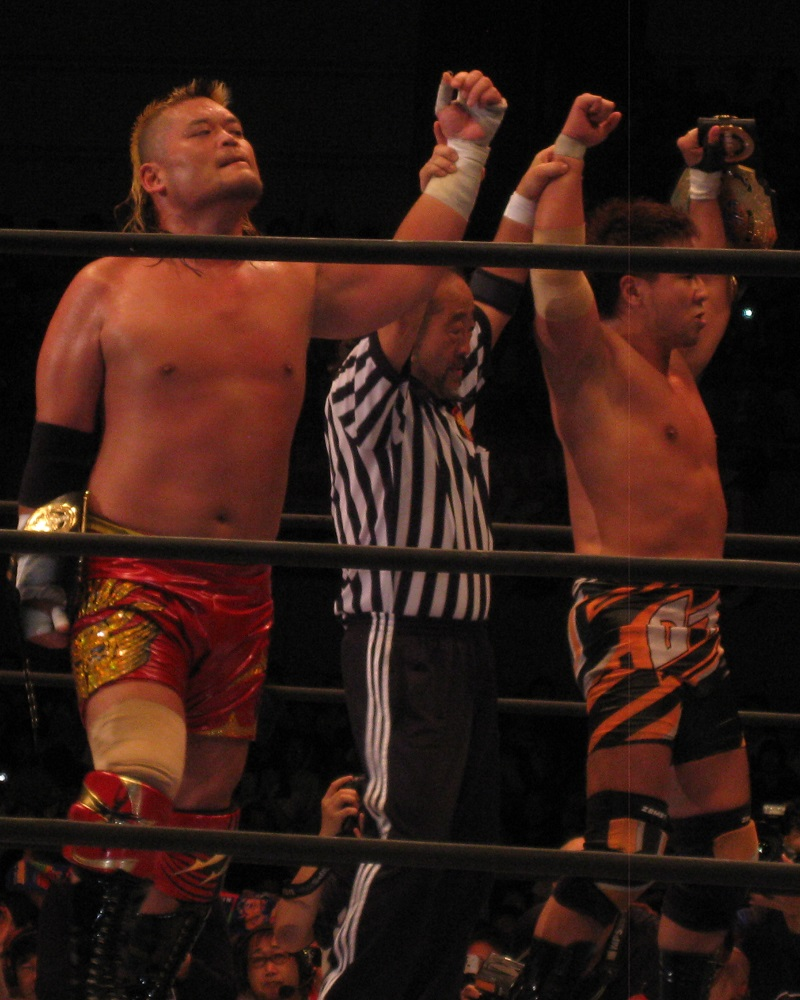
Tenzan et Kojima en tant que NWA World Tag Team Champions en Juin 2014.

  - World's Strongest Tag Determination League (2006, 2008)

- National Wrestling Alliance
  - 1 fois NWA World Tag Team Championship

- New Japan Pro Wrestling
  - 6 fois IWGP Tag Team Championship
  - G1 Tag League (2001, 2008)